# Jolanta Nowak
Jolanta Nowak-Pun (ur. 5 maja 1959 w Warszawie) – polska aktorka telewizyjna, filmowa i teatralna.

## Życiorys

### Wczesne lata
Wychowywała się wraz z bratem na warszawskim Muranowie, przy ulicy Miłej. Na srebrnym ekranie zadebiutowała jako 17-letnia uczennica XLV LO im. Romualda Traugutta – w pierwszym odcinku miniserialu Zielona miłość (1978) z Joanną Pacułą w roli głównej. O przesłuchaniu dowiedziała się z prasowego anonsu. Gdy była uczennicą szkoły średniej, zmarł jej ojciec. Wyboru zawodu dokonała stosunkowo późno. Myślała raczej o architekturze. Natomiast jej rodzice marzyli, aby wybrała się na medycynę. Jednak matka aktorki Iwony Głębickiej i instruktorka kółka recytatorskiego działającego przy Domu Kultury na Muranowie skłoniła ją do studiów aktorskich, na które ostatecznie się zdecydowała.

### Kariera
Będąc na pierwszym roku studiów pojawiła się po raz pierwszy na kinowym ekranie w czarno-białym filmie psychologicznym Tomasza Zygadły Ćma (1980) u boku Romana Wilhelmiego i Anny Seniuk. Zagrała też w sensacyjnym dramacie wojennym Wyrok śmierci (1980) na podstawie noweli Jerzego Gierałtowskiego.
W 1982, po ukończeniu warszawskiej PWST, związała się z Teatrem Dramatycznym w Warszawie, gdzie występowała w spektaklach: Wesele Figara, Operetka Witolda Gombrowicza, Dziewczynki, Kandyd Woltera i Bezterminowi. W 1987 podpisała angaż z Teatrem Powszechnym w Warszawie.
Zagrała postać Warszulki, wiejskiej dziewczyny o niepospolitej urodzie i przymiotach ducha w melodramacie Soból i panna (1983) na podstawie powieści Józefa Weyssenhoffa. Widzowie zapamiętali ją jednak z komedii erotycznej Romana Załuskiego Och, Karol (1985), gdzie zagrała postać Ireny, zdecydowanej, obdarzonej ścisłym, analitycznym umysłem, bezbronnej wobec potęgi miłości. Można ją było dostrzec w Marka Koterskiego Życie wewnętrzne (1986) i Porno (1989), Radosława Piwowarskiego Marcowe migdały (1989) czy Wojciecha Wójcika Zabić na końcu (1990). Zagrała tytułową rolę sekretarki siedziby głównej NATO w Brukseli w dramacie telewizyjnym DEFA Vera Lenz (Vera - Der schwere Weg der Erkenntnis, ).
W 1990 przeprowadziła się do Niemiec i od tej pory bardzo rzadko przyjeżdżała do Polski.
W serialu TV4 Pensjonat pod Różą (2005) wcieliła się w rolę Marzeny Paluch, szwagierki jednej z głównych bohaterek, rozwiedzionej pani architekt, która twardo negocjuje warunki, nie licząc się za bardzo z uczuciami swoich klientów.

## Filmografia

### Filmy
- 1979: Godzina „W” jako dziewczyna w mieszkaniu – szkole podchorążych
- 1980: Ćma jako dziewczyna Marcina
- 1980: Wyrok śmierci jako członkini zespołu muzycznego w lubelskim kabarecie
- 1983: Soból i panna jako Warszulka
- 1985: Och, Karol jako Irena
- 1985: Rośliny trujące (TV) jako gość na weselu Juliusza
- 1986: Życie wewnętrzne jako sąsiadka Blondewcia
- 1986: Trio (TV) jako Anka
- 1988: Schodami w górę, schodami w dół jako Viola
- 1989: Ring (TV) jako klubowa lekarka
- 1989: Galimatias, czyli kogel-mogel II jako Paulina, koleżanka Pawła
- 1989: Marcowe migdały jako nauczycielka
- 1989: Porno jako Ruda
- 1990: Kapitan Conrad (TV)
- 1990: Historia niemoralna jako żona Marka
- 1990: W środku Europy (TV) jako wychowawczyni Wandy
- 1990: Zabić na końcu jako żona reżysera
- 1992: Mau Mau jako przyjaciółka Ferdiego

### Seriale TV
- 1978: Zielona miłość jako koleżanka „Sarny”
- 1984: 07 zgłoś się (odc. 18) jako sekretarka Ewa, kochanka Kalkowskiego
- 1987: Vera Lenz (Vera – Der schwere Weg der Erkenntnis) jako
- 1989: Odbicia jako Agata Szcześniak
- 1994: Jest jak jest jako Grażyna Felde, dawna znajoma Darka
- 1994: Zespół adwokacki jako prokurator Jola, przyjaciółka Krzysztofa Janickiego
- 1999: Palce lizać jako Jola, matka Wandzi
- 2005: Pensjonat pod Różą jako Marzena Paluch, szwagierka Maryli

## Spektakle telewizyjne
- 1984: Kilka scen z życia Glebowa jako córka Glebowa
- 1984: Brudne pieniądze jako Elsie Redfern, córka George’a
- 1985: Selekcja III
- 1988: Sąsiadka jako sąsiadka
- 1989: Małżeństwo Marii Kowalskiej jako matka